# Rumskullai tölgy
A rumskullai tölgy, további közismert nevén a Kvill-tölgy egy kocsányos tölgy (Quercus robur) a Norra Kvill Nemzeti Park közelében, Rumskulla településen, Vimmerby községben, Kalmar megyében, Småland tartományban, Svédországban. Ez a legöregebb tölgyfa Svédországban és egyike a legnagyobb fáknak egész Skandinávia területén. Első alkalommal 1772-ben tesznek róla említést az írott források. 
A tölgy több mint 1000 éves és először Magnus Gabriel Craelius írt róla Försök till ett landskaps beskrivning című 1772-es esszéjében. A fa 14 méter magas, törzse mintegy 13 méteres körfogattal rendelkezik és maga a fa mintegy 60 köbméternyi faanyagot tartalmaz. Skandinávia legnagyobb kerülettel rendelkező fája.
Még a tizenkilencedik század során a fatörzsre erősítettek egy fémhevedert a fa törzsének megerősítése céljából, majd ezt 2005-ben és 2013-ban környezetvédők eltávolították. A fára történő felmászást 1998 óta tiltják a helyi szabályok és a fa körül felhúztak egy kerítést is, hogy ne lehessen 5 méternél jobban megközelíteni.
A fa törzsének ürege adott hátteret Vilgot Sjöman 1967-es filmjének szexjeleneteihez. A filmet később Massachusetts államban betiltották, majd az amerikai legfelsőbb bíróság döntése alapján kikerült a tiltott filmek listájáról.
A rumskullai tölgy egy regisztrált természeti emlék, melyet a Svéd Örökségvédelmi Hivatal 2008-ban vett fel listájára és ekkor alakították ki a Kvill Természetvédelmi Területet (svéd nyelven: Kvills naturreservat), mely a község területén az első természetvédelmi terület. A 29,4 hektáros természetvédelmi területen öreg tölgyek és a mögöttük húzódó fenyőerdők alkotnak kontrasztot. A terület szomszédos a Norra Kvill Nemzeti Parkkal. A fát mozgássérült személyek is képesek megközelíteni.

## Képgaléria

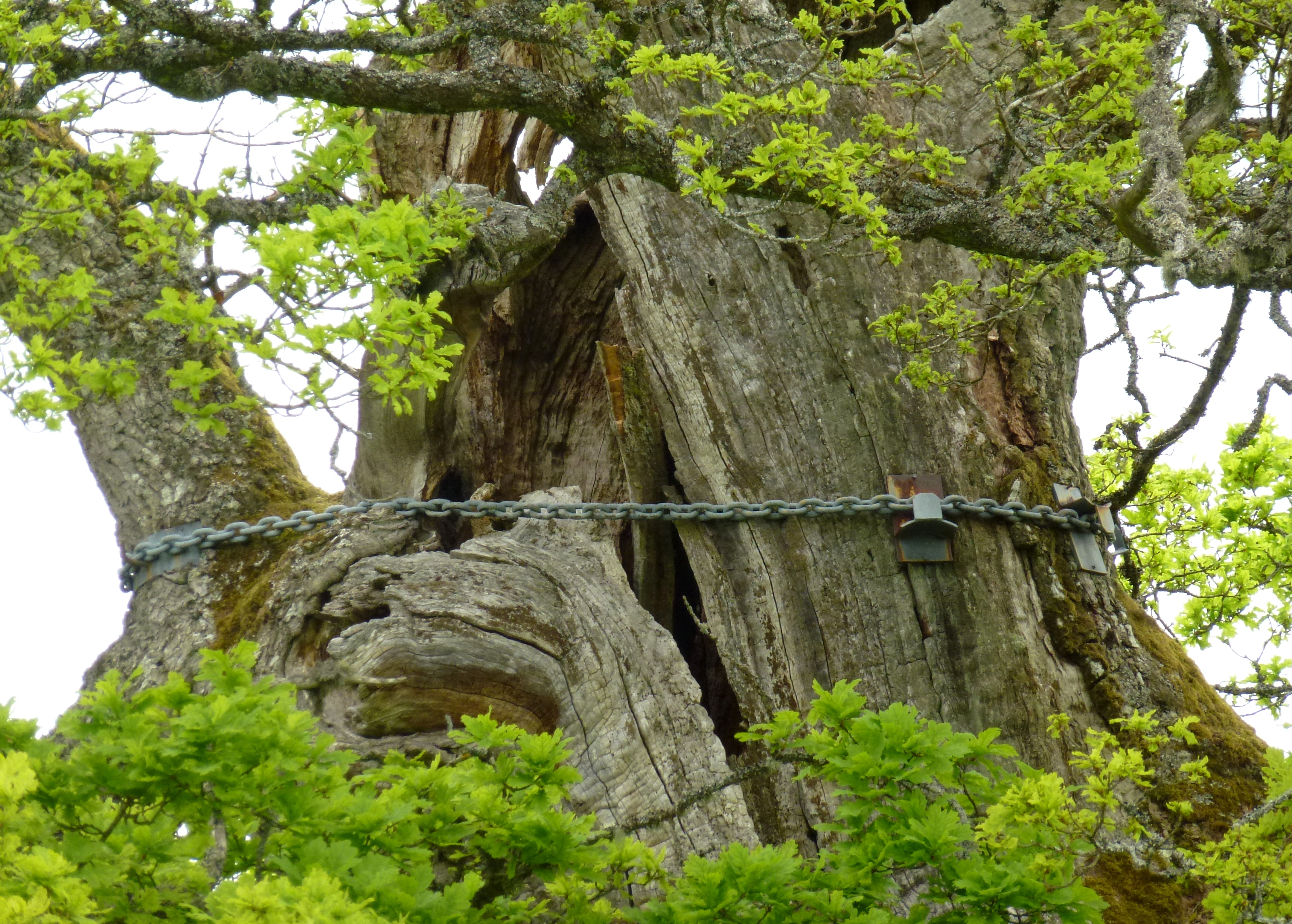
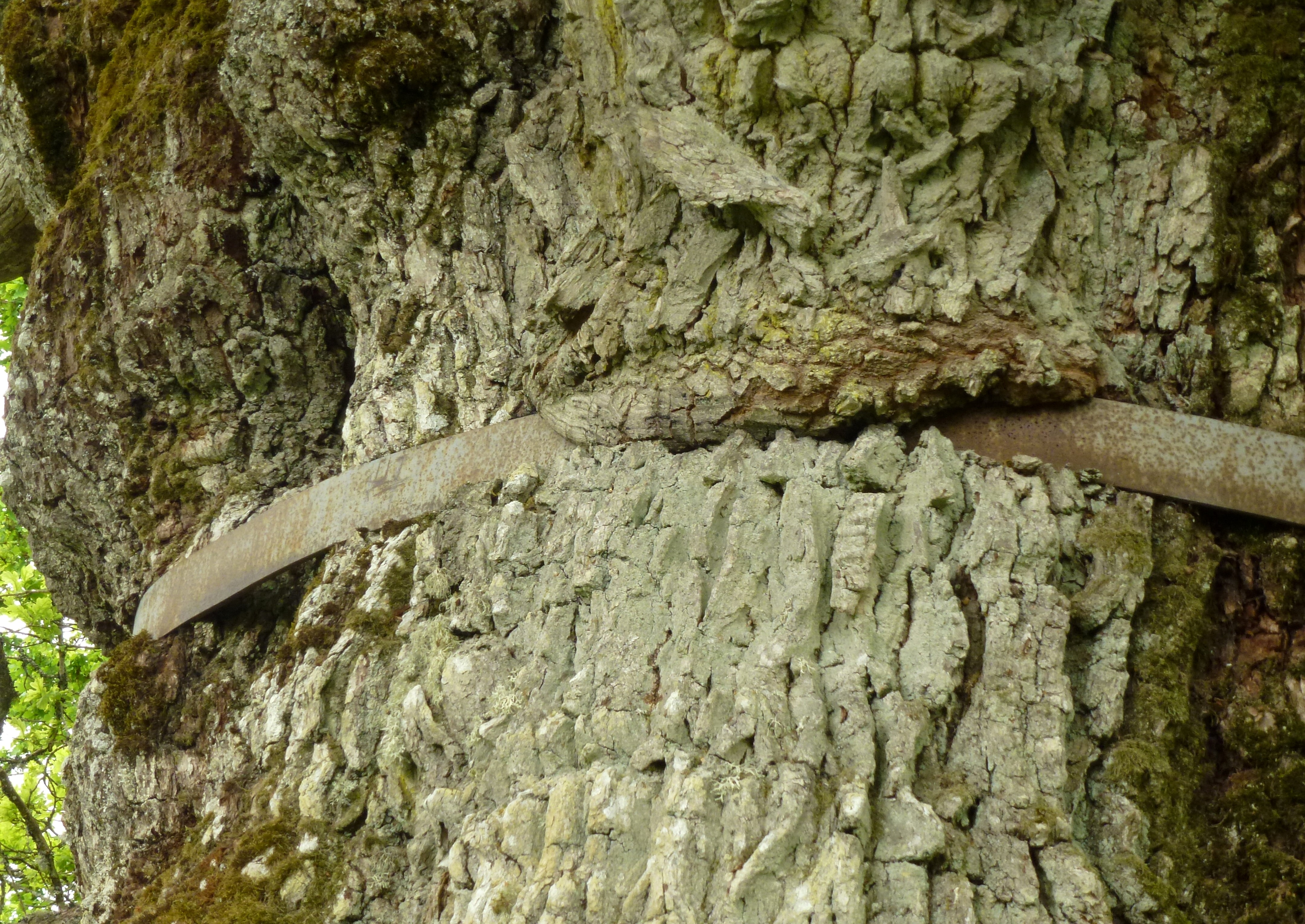
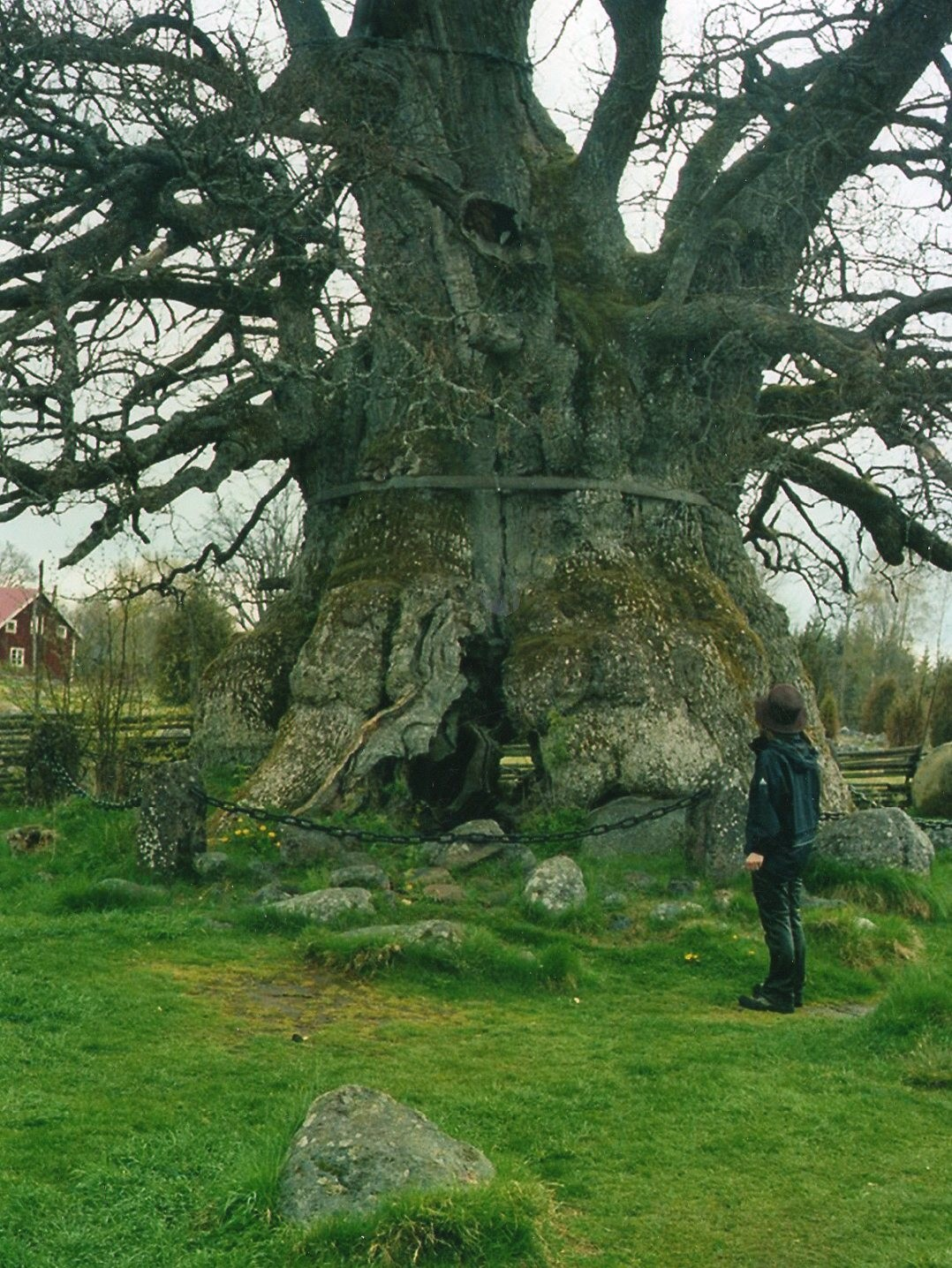
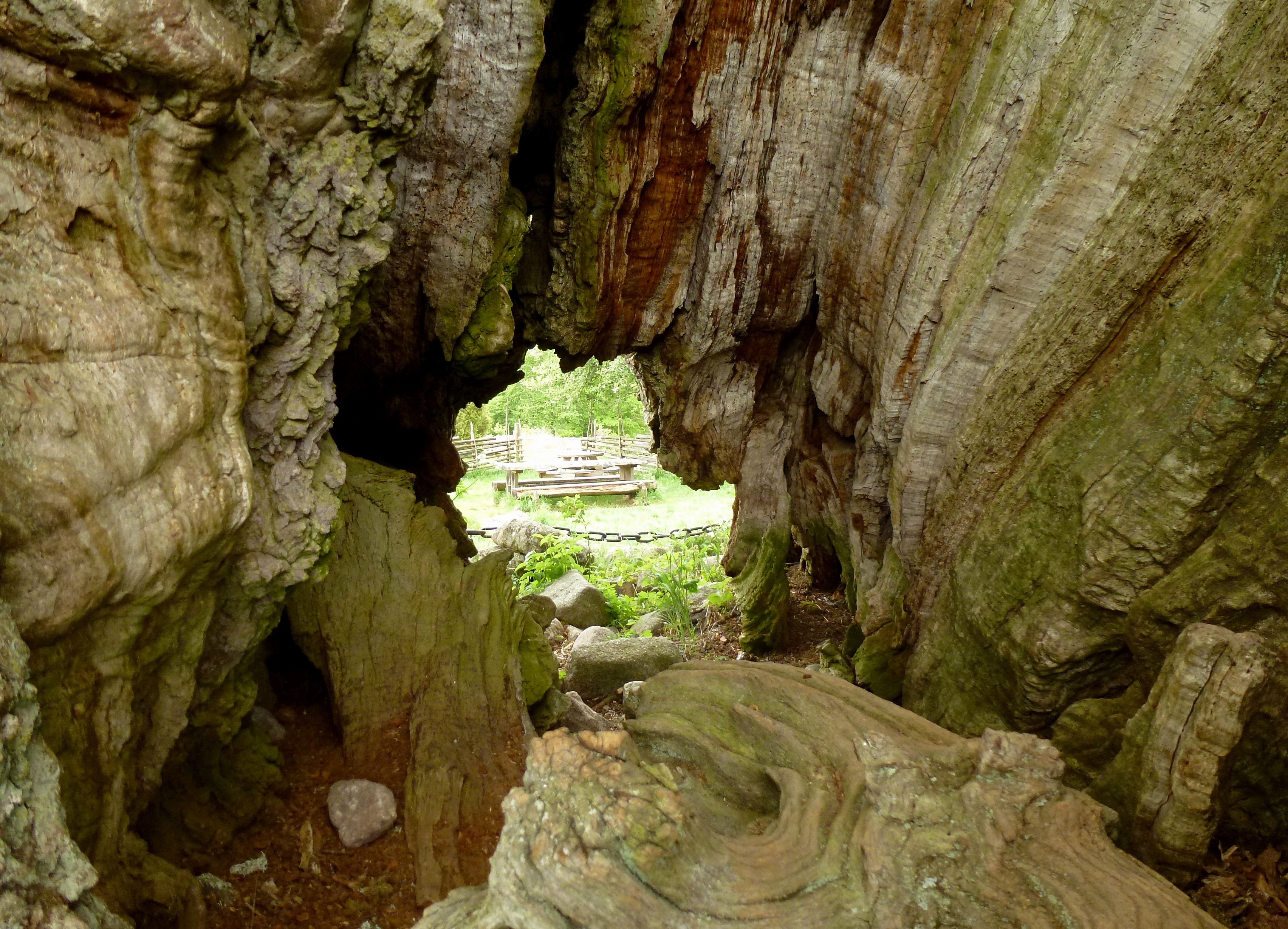
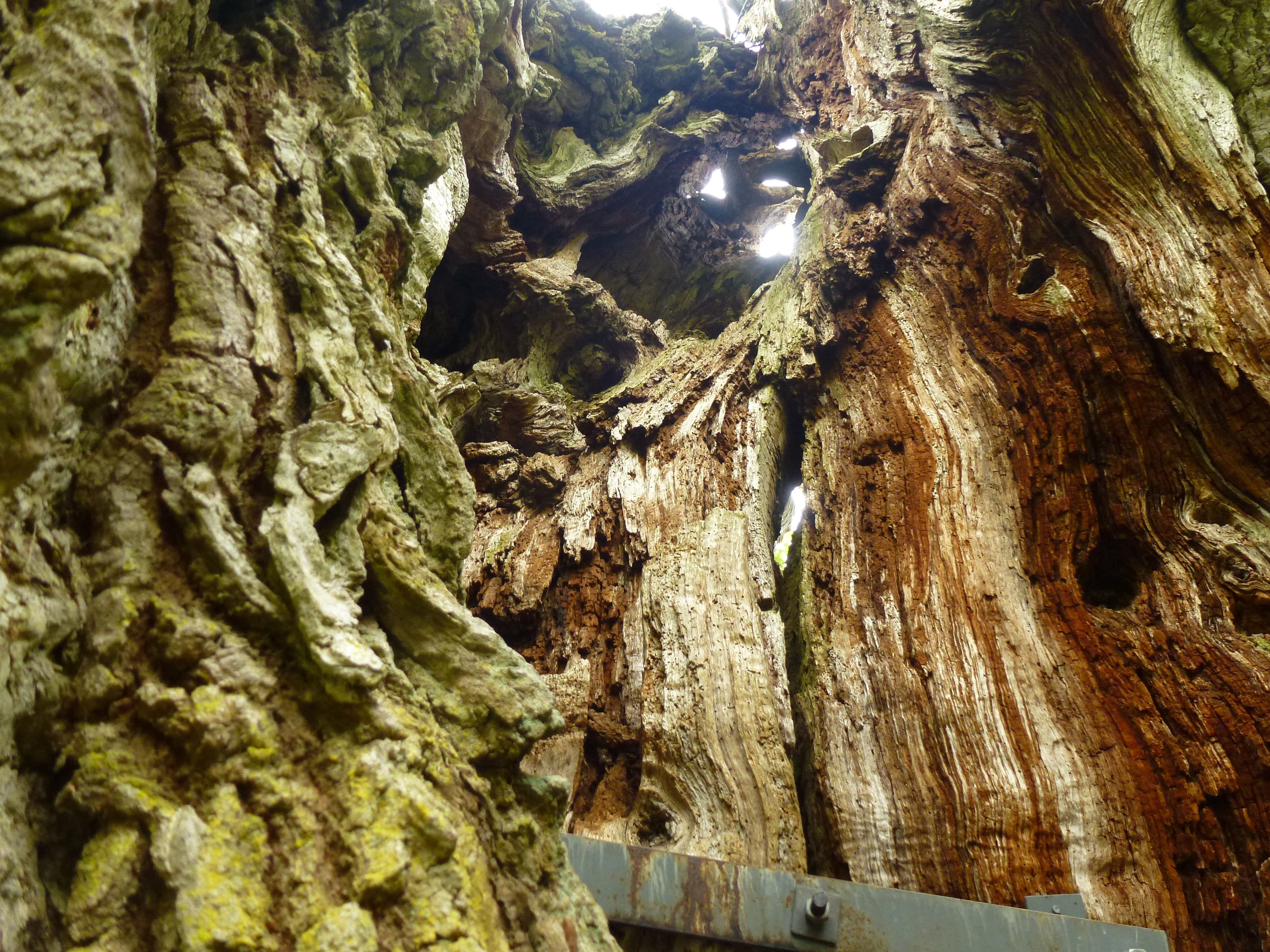

## Fordítás
Ez a szócikk részben vagy egészben  a   Rumskulla oak című angol Wikipédia-szócikk ezen változatának fordításán alapul.  Az eredeti cikk szerkesztőit annak laptörténete sorolja fel. Ez a jelzés csupán a megfogalmazás eredetét és a szerzői jogokat jelzi, nem szolgál a cikkben szereplő információk forrásmegjelöléseként.